# 이르캅-다무
이르캅-다무 (c. 2450 BC)는 고대 도시국가 에블라의 왕이었다.
그는 그의 군대의 사령군 엔나-다간을 보내어 마리의 왕 이블룰-일에 의해 형성된 동맹군을 격파케 하였다. 이것은 성공적이였고 엔나-다간은 루갈의 지위를 얻었다. 루갈의 뜻은 위대한 인간으로 메소포타미아의 다른 부분에서는 왕을 의미한다. 그러나 에블라에서는 총독에 대해 사용되었다. 이블룰-일은 마리로 총독이 되어 돌아가게 허여되었다.

## 같이 보기
- 마리 (수메르)